# Cyclisme aux Jeux olympiques de 1920
Navigation
Stockholm 1912 Paris 1924

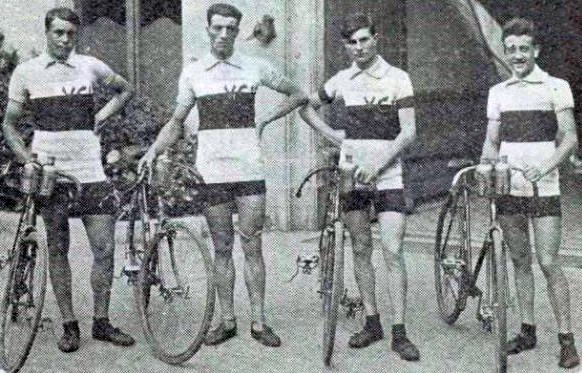
L'équipe de France championne olympique de la course par équipe cycliste sur route (G. à D. Canteloube, Detreille, Souchard et Gobillot).

Aux Jeux olympiques de 1920, il existe deux disciplines de cyclisme : le cyclisme sur piste, le cyclisme sur route.

## Résultats
| Podiums                       |                                                                              |                                                                         |                                                                          |
| Route                         |                                                                              |                                                                         |                                                                          |
| Course sur route individuelle | Harry Stenqvist                                                              | Henry Kaltenbrunn                                                       | Fernand Canteloube                                                       |
| Course par équipes            | France Achille Souchard Fernand Canteloube Georges Detreille Marcel Gobillot | Suède Harry Stenqvist Sigfrid Lundberg Ragnar Malm Axel Persson         | Belgique Albert Wyckmans Albert De Bunné Jean Janssens André Vercruysse  |
| Piste                         |                                                                              |                                                                         |                                                                          |
| 50 kilomètres                 | Henry George                                                                 | Cyril Alden                                                             | Piet Ikelaar                                                             |
| Vitesse individuelle          | Maurice Peeters                                                              | Horace Johnson                                                          | Harry Ryan                                                               |
| Tandem                        | Grande-Bretagne Thomas Lance Harry Ryan                                      | Afrique du Sud William Smith James Walker                               | Pays-Bas Frans de Vreng Piet Ikelaar                                     |
| Poursuite par équipes         | Italie Primo Magnani Arnaldo Carli Ruggero Ferrario Franco Giorgetti         | Grande-Bretagne Albert White Cyril Alden Horace Johnson William Stewart | Afrique du Sud James Walker Sammy Goosen Henry Kaltenbrunn William Smith |

## Tableau des médailles
| Rang | Nation          | Or | Argent | Bronze | Total |
| ---- | --------------- | -- | ------ | ------ | ----- |
| 1    | Grande-Bretagne | 1  | 3      | 1      | 5     |
| 2    | Suède           | 1  | 1      | 0      | 2     |
| 3    | Pays-Bas        | 1  | 0      | 2      | 3     |
| 4    | Belgique        | 1  | 0      | 1      | 2     |
| 4    | France          | 1  | 0      | 1      | 2     |
| 6    | Italie          | 1  | 0      | 0      | 1     |
| 7    | Afrique du Sud  | 0  | 2      | 1      | 3     |

## Liste des engagés

### France
- Vitesse : Henri Bellivier, Perrine, Charles Lanusse, G. Paillard. Remplaçants : Emile Rohrbach et Lucien Faucheux.

- Tandems : Bellivier, Perrine et Paillard frères.

- Course-poursuite de 4.000 mètres : Sabatier, Enguerrand, Habert et Faucheux, remplaçant Canusse et Couderc.

- 50 kilomètres sans entraîneurs : Sabatier, Enguerrand, Habert et J. Paillard. Remplaçants : Couder et Allancourt.

- Course sur route contre la montre : Georges Detreille, Achille Souchard, Marcel Gobillot, Fernand Canteloube. Remplaçants : Huot et Camille Samyn[1].